# Divizia B 1955
Divizia B 1955 a fost al 16-lea sezon al celui de-al doilea nivel al sistemului de ligi ale fotbalului românesc.

## Formatul
Formatul a fost menținut la trei serii, una dintre ele având 14 echipe și două dintre ele doar 13. La sfârșitul sezonului, câștigătorii seriei au promovat în Divizia A, ultimele patru locuri din prima și a treia serie și ultimele cinci locuri din seria a doua au retrogradat în Divizia C. Acesta a fost al șaselea sezon jucat în sistemul primăvară-toamnă, sistem impus de noua conducere a țării care avea legături strânse cu Uniunea Sovietică.

## Schimbări de echipe
| În Divizia B Promovate din District Avântul Fălticeni Locomotiva Galați Metalul 108 Cugir Metalul Arad Știința București Știința Craiova Retrogradate din Divizia A Metalul Hunedoara Locomotiva GR București Metalul Câmpia Turzii Progresul Oradea | Din Divizia B Retrogradate în Divizia C Flacăra Pitești Constructorul Arad Locomotiva Pașcani Locomotiva Oradea Constructorul Craiova Metalul Brăila Promovate în Divizia A Progresul FB București Avântul Reghin Locomotiva Constanța |

### Echipe redenumite
Metalul Câmpina a fost redenumit Flacăra Câmpina.
Metalul Ploiești a fost redenumit Flacăra 1 Mai Ploiești.
Spartac Burdujeni a fost redenumit Flamura Roșie Burdujeni.
Spartac Focșani a fost redenumit Progresul Focșani.
Voința București a fost redenumită Progresul CPCS București.

## Clasamentele ligii

### Seria I
| Loc | Echipa                            | MJ | V  | E | Î  | GM | GP | DG  | Pct | Promovare sau retrogradare |
| --- | --------------------------------- | -- | -- | - | -- | -- | -- | --- | --- | -------------------------- |
| 1   | Locomotiva GR București (C, P)    | 24 | 18 | 3 | 3  | 69 | 21 | +48 | 39  | Promovare în Divizia A     |
| 2   | Progresul Sibiu                   | 24 | 13 | 4 | 7  | 28 | 20 | +8  | 30  |                            |
| 3   | Metalul Tractorul                 | 24 | 11 | 4 | 9  | 32 | 25 | +7  | 26  |                            |
| 4   | Locomotiva Turnu Severin          | 24 | 12 | 2 | 10 | 40 | 32 | +8  | 26  |                            |
| 5   | Dinamo 6 București                | 24 | 10 | 6 | 8  | 35 | 29 | +6  | 26  |                            |
| 6   | Știința București                 | 24 | 10 | 4 | 10 | 32 | 32 | 0   | 24  |                            |
| 7   | Flacăra Moreni                    | 24 | 11 | 1 | 12 | 32 | 36 | −4  | 23  |                            |
| 8   | Progresul CPCS București          | 24 | 10 | 2 | 12 | 44 | 43 | +1  | 22  |                            |
| 9   | Metalul Steagul Roșu              | 24 | 9  | 4 | 11 | 30 | 30 | 0   | 22  |                            |
| 10  | Flamura Roșie Sfântu Gheorghe (R) | 24 | 10 | 2 | 12 | 22 | 27 | −5  | 22  | Retrogradare în Divizia C  |
| 11  | Locomotiva Craiova (R)            | 24 | 9  | 4 | 11 | 19 | 38 | −19 | 22  | Retrogradare în Divizia C  |
| 12  | Știința Craiova (R)               | 24 | 6  | 6 | 12 | 21 | 33 | −12 | 18  | Retrogradare în Divizia C  |
| 13  | Metalul București (R)             | 24 | 5  | 2 | 17 | 27 | 65 | −38 | 12  | Retrogradare în Divizia C  |

### Seria II
| Loc | Echipa                  | MJ | V  | E  | Î  | GM | GP | DG  | Pct | Promovare sau retrogradare |
| --- | ----------------------- | -- | -- | -- | -- | -- | -- | --- | --- | -------------------------- |
| 1   | Progresul Oradea (C, P) | 26 | 18 | 4  | 4  | 54 | 16 | +38 | 40  | Promovare în Divizia A     |
| 2   | Metalul Câmpia Turzii   | 26 | 14 | 5  | 7  | 44 | 22 | +22 | 33  |                            |
| 3   | Metalul Reșița          | 26 | 12 | 7  | 7  | 38 | 27 | +11 | 31  |                            |
| 4   | Flacăra Mediaș          | 26 | 13 | 5  | 8  | 37 | 28 | +9  | 31  |                            |
| 5   | Locomotiva Arad         | 26 | 11 | 6  | 9  | 35 | 28 | +7  | 28  |                            |
| 6   | Metalul Hunedoara       | 26 | 8  | 9  | 9  | 38 | 31 | +7  | 25  |                            |
| 7   | Locomotiva Cluj         | 26 | 11 | 3  | 12 | 45 | 38 | +7  | 25  |                            |
| 8   | Progresul Satu Mare     | 26 | 7  | 11 | 8  | 32 | 48 | −16 | 25  |                            |
| 9   | Minerul Lupeni          | 26 | 8  | 8  | 10 | 33 | 36 | −3  | 24  |                            |
| 10  | Flamura Roșie Cluj (R)  | 26 | 8  | 7  | 11 | 31 | 36 | −5  | 23  | Retrogradare în Divizia C  |
| 11  | F.C. Baia Mare (R)      | 26 | 6  | 9  | 11 | 21 | 37 | −16 | 21  | Retrogradare în Divizia C  |
| 12  | Metalul Oradea (R)      | 26 | 6  | 8  | 12 | 35 | 47 | −12 | 20  | Retrogradare în Divizia C  |
| 13  | Metalul 108 Cugir (R)   | 26 | 7  | 5  | 14 | 31 | 55 | −24 | 19  | Retrogradare în Divizia C  |
| 14  | Metalul Arad (R)        | 26 | 6  | 7  | 13 | 21 | 46 | −25 | 19  | Retrogradare în Divizia C  |

### Seria III
| Loc | Echipa                   | MJ | V  | E | Î  | GM | GP | DG  | Pct | Promovare sau retrogradare |
| --- | ------------------------ | -- | -- | - | -- | -- | -- | --- | --- | -------------------------- |
| 1   | Dinamo Bacău (C, P)      | 24 | 16 | 4 | 4  | 55 | 23 | +32 | 36  | Promovare în Divizia A     |
| 2   | Flacăra Câmpina          | 24 | 15 | 3 | 6  | 44 | 27 | +17 | 33  |                            |
| 3   | Flacăra 1 Mai Ploiești   | 24 | 11 | 3 | 10 | 52 | 43 | +9  | 25  |                            |
| 4   | Progresul Focșani        | 24 | 10 | 5 | 9  | 26 | 28 | −2  | 25  |                            |
| 5   | Flamura Roșie Burdujeni  | 24 | 8  | 8 | 8  | 36 | 36 | 0   | 24  |                            |
| 6   | Știința Iași             | 24 | 10 | 4 | 10 | 31 | 32 | −1  | 24  |                            |
| 7   | Flamura Roșie Bacău      | 24 | 8  | 7 | 9  | 40 | 37 | +3  | 23  |                            |
| 8   | Dinamo Bârlad            | 24 | 9  | 5 | 10 | 31 | 36 | −5  | 23  |                            |
| 9   | Locomotiva Iași          | 24 | 9  | 5 | 10 | 22 | 26 | −4  | 23  |                            |
| 10  | Flamura Roșie Buhuși (R) | 24 | 10 | 2 | 12 | 35 | 44 | −9  | 22  | Retrogradare în Divizia C  |
| 11  | Avântul Fălticeni (R)    | 24 | 8  | 6 | 10 | 21 | 30 | −9  | 22  | Retrogradare în Divizia C  |
| 12  | Dinamo Galați (R)        | 24 | 8  | 1 | 15 | 30 | 40 | −10 | 17  | Retrogradare în Divizia C  |
| 13  | Locomotiva Galați (R)    | 24 | 6  | 3 | 15 | 18 | 39 | −21 | 15  | Retrogradare în Divizia C  |